# Amazona brasiliensis
Amazona brasiliensis là một loài chim trong họ Psittacidae.

## Hình ảnh

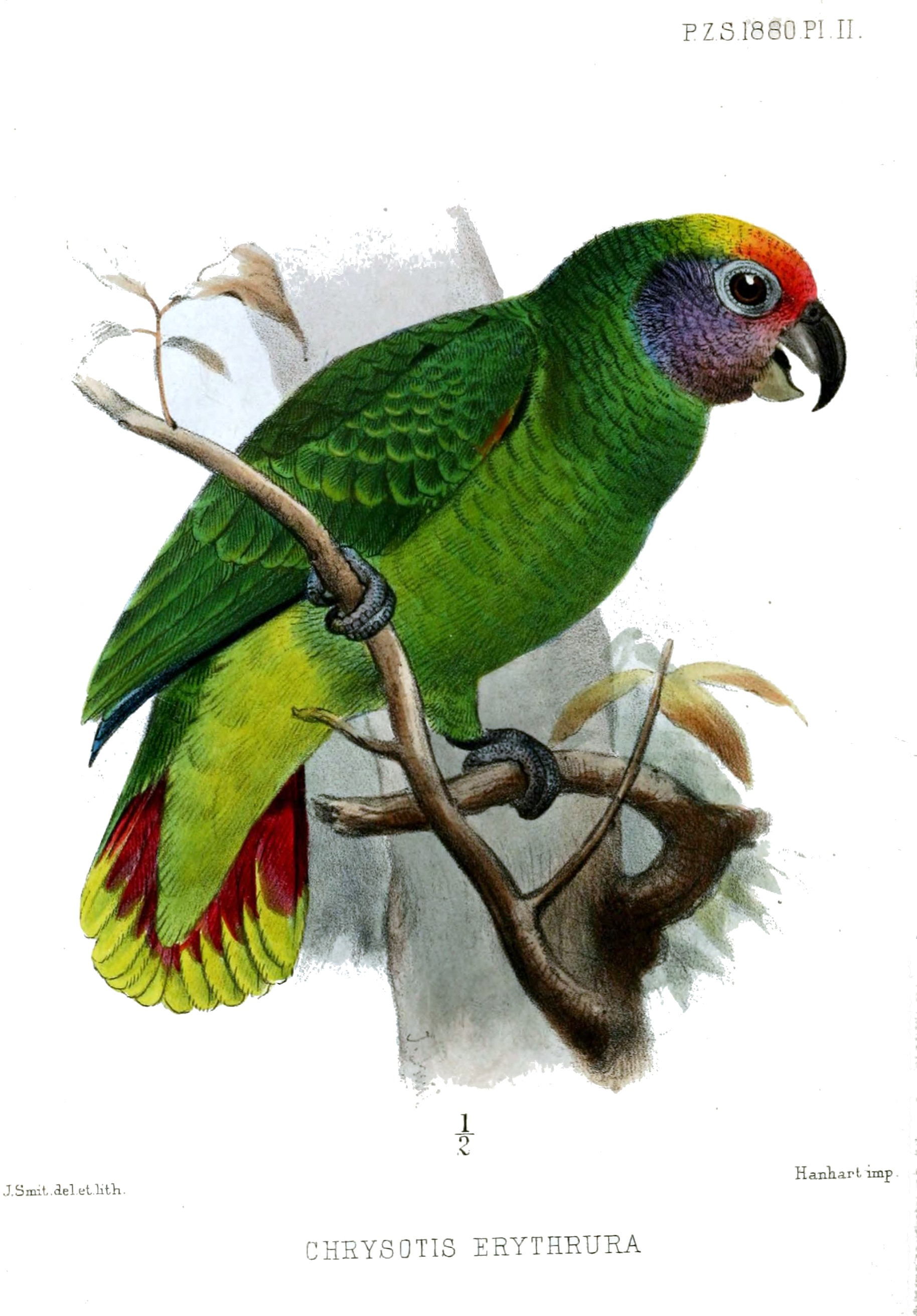
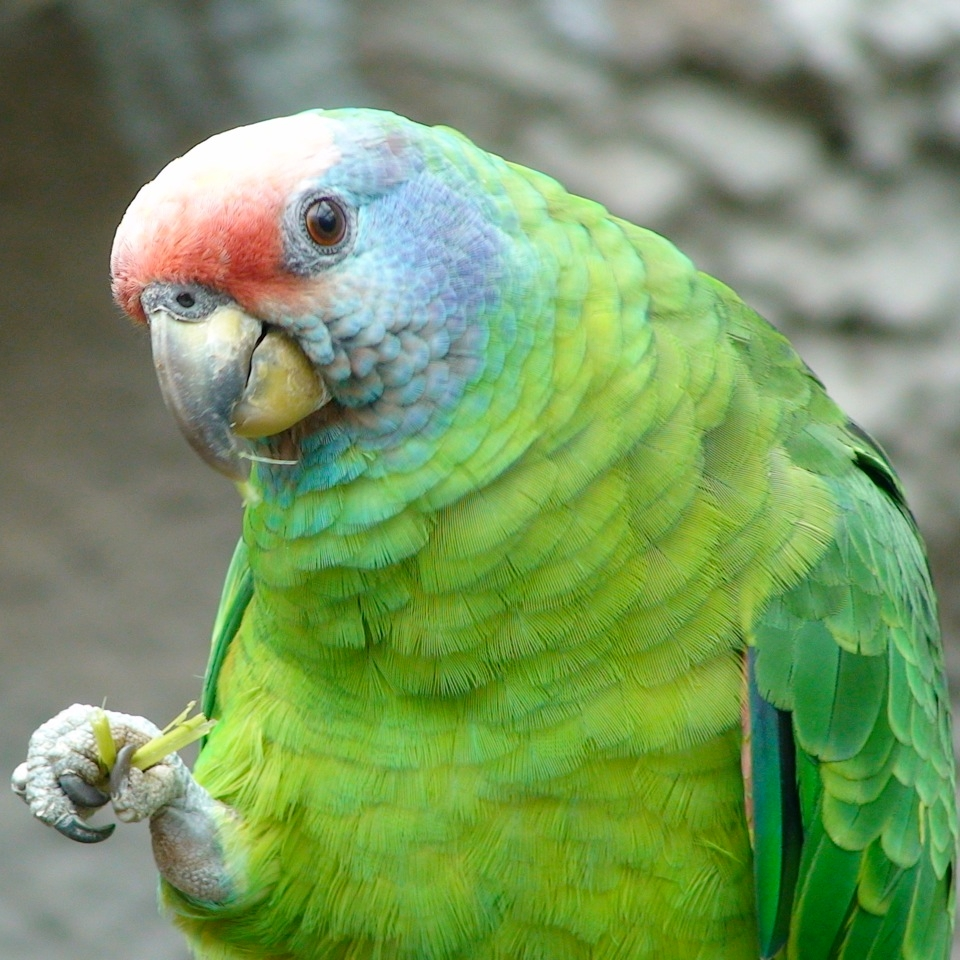
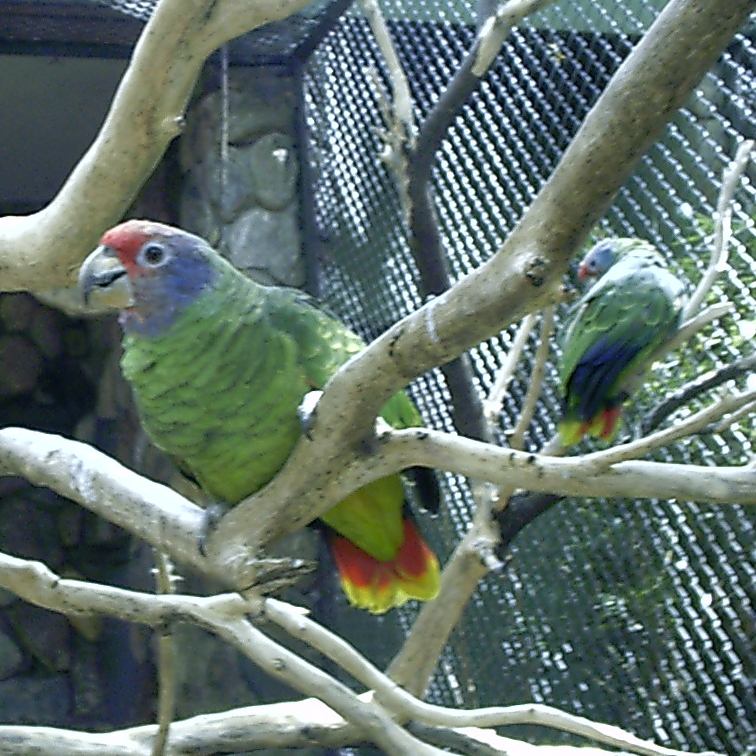
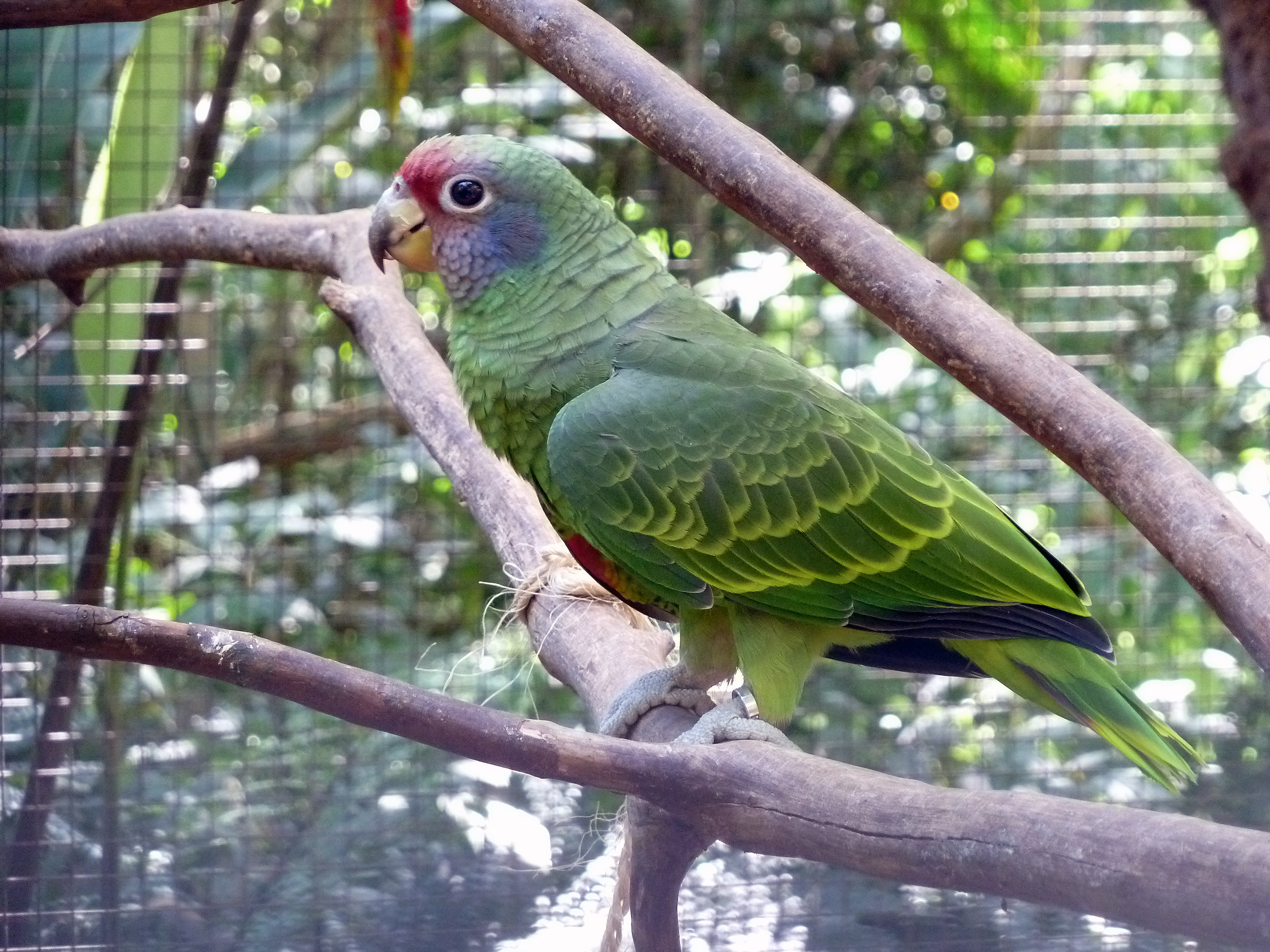